# تئودور کوسکنیمی
تئودور کوسکنیمی (فنلاندی: Teodor Koskenniemi; ۵ نوامبر ۱۸۸۷ – ۱۵ مارس ۱۹۶۵) دونده دو استقامت اهل فنلاند بود.